# Artroscopi
L'artroscopi és un dispositiu que consta d'un tub fi basat en la tecnologia de fibra òptica, un sistema de lents, una càmera de vídeo i un llum, el qual és usat per a fer artroscòpies.
S'empra introduint l'aparell a la zona afectada, a través d'una petita obertura. La càmera d'aquest modern aparell està connectada a un sistema de monitoratge i que permet el cirurgià veure l'operació mentre l'executa. Per una altra petita obertura s'hi introdueixen instruments especials per realitzar les tècniques quirúrgiques necessàries per curar la lesió.
Aquest aparell ha fet avançar el tractament quirúrgic enormement.